# UGT País Valencià
UGT País Valencià es la sección del sindicato UGT en la Comunidad Valenciana. Su Congreso Constituyente se celebró el 1 y 2 de julio de 1988 en el Palacio de la Música de Valencia, con el lema "Para una mejor respuesta sindical", con una ejecutiva compuesta por 11 personas, y encabezada por Rafael Recuenco como secretario General, en la que Josefa Solá, fue la única mujer. Éste fue un congreso donde se unificaban en una estructura de Comunidad Autónoma las estructuras provinciales que llevaban años de trabajo en la incipiente democracia. Las federaciones de sector se constituyeron en autonómicas en los siguientes 10 años.
UGT-PV afianzó su estructura y durante los años 90 se remodelaron e inauguraron las sedes del sindicato ante la devolución de parte de su patrimonio histórico incautado por el franquismo. En 1990 se inaugura la casa del pueblo de Valencia, seguida por las de Paterna, Benidorm, Torrente, Elche, Alicante, Alcira y Castellón.
En el VI Congreso Ordinario de UGT-PV, celebrado en el Palacio de Congresos de València los días 23, 24 y 25 de abril de 2009, salió elegido secretario general Conrado Hernández Mas, quien sustituyó a Rafael Recuenco tras 22 años al frente del sindicato.
Más adelante, en enero de 2015 el Comité Nacional Extraordinario de UGT-PV eligió a Gonzalo Pino secretario general, con una ejecutiva de 8 personas que incluía a tres mujeres y que estuvo en el cargo hasta mayo de 2016 cuando se fue celebró el 8º Congreso Nacional de UGT-PV bajo el lema UNIM, donde salió elegido secretario general Ismael Sáez con el 92,50% de los votos, al frente de una ejecutiva de 9 personas, donde por primera vez las mujeres son mayoría. Ismael Sáez fue reelegido en el IX Congreso de UGT-PV celebrado en Valencia bajo el lema “Juntos y Juntas Avanzamos” los días 22 y 23 de abril de 2021, con el 93,4% de los votos, en un congreso donde repetía la anterior ejecutiva.
En la actualidad, UGT-PV está conformada por tres federaciones y su estructura territorial se vertebra en 6 estructuras comarcales:
- Estructura sectorial:
- Federación de Industria, Construcción y Agro
- Federación de Servicios, Movilidad y Consumo
- Servicios Públicos UGT PV

- Estructura territorial:
- UC Comarcas de Castellón
- UC Horta Nord-Camp de Morvedre-Camp del Turia
- UC Valencia Sur e Interior
- UC La Ribera-La Safor- Valle de Albaida-La Costera-La Canal de Navarrés
- UC L'Alacantí-La Marina
- UC La Muntanya-Vinalopó-Vega Baja

## Secretarios generales
- 1988-2009: Rafael Recuenco
- 2009-2015: Conrado Hernández
- 2015-2016: Gonzalo Pino[2]
- 2016-Actualidad: Ismael Sáez[3]